# Cecilia Galliano
Cecilia Beatriz Galliano (nacida como Carmen de la Trinidad Galliano; Marcos Juárez, Córdoba, Argentina; 17 de marzo de 1977) es una actriz, modelo y presentadora de televisión argentina nacionalizada mexicana. 
Es conocida por su carrera como modelo y por su incursión como actriz y presentadora de televisión, en esta última faceta condujo varios programas como ¡Qué tarde tan padre!, Sabadazo y La Caja de los Secretos; además de ser la animadora digital del reality show La Casa de los Famosos: México. 

## Biografía
A los 16 años de edad se mudó a Buenos Aires, donde se ganó la vida trabajando de modelo. A los 19 años, emprendió un rumbo diferente y abandona su natal Argentina para irse a trabajar y a vivir en México, donde trabajó con el fotógrafo Juan Diego Covarrubias Aceves.
En 2008, Cecilia compartió pantalla con el periodista cubano Ismael Cala como animadores del programa Qué Tarde tan Padre.
Cecilia ha sido presentadora de Los «10 primeros» la lista de éxitos de Ritmoson Latino, del programa Amantes del café por el Canal de las Estrellas. También interpretó a Violeta Ruiz en la telenovela Una familia con suerte.
Fue presentadora del programa Sabadazo junto a la periodista de espectáculos Laura G y el actor, cantante y comediante Omar Chaparro desde el 30 de octubre de 2010 hasta el 17 de septiembre de 2016.

## Vida personal
Cecilia se casó con entonces pareja, el también actor argentino Sebastián Rulli, con el que ha tenido un hijo. El matrimonio anunció su separación el 13 de abril de 2011.

## Filmografía

### Telenovelas
- La desalmada: (2021) Miriam Soler[1]
- La taxista: (2018) Carolina Ruiz
- Mi corazón es tuyo: (2014) Linda Riquelme Puente
- De que te quiero, te quiero: (2013) Jacqueline Basurto Rosales
- Una familia con suerte: (2011-2012) Violeta Ruiz
- Recuérdame: Ingrid Betancourt De La Rivera

### Series de TV
- Mas vale sola (2024) Pilar Maldonado[2]
- Amor de Navidad: Intercambio navideño (2023) Ana Maria / Maya[3]
- El príncipe del barrio (2023-2024) Yesenia[4][5]
- El Junior: El Mirrey de los Capos (2023)[6]
- Durmiendo con mi jefe (2013) Gina
- María de todos los Ángeles (2009)

### Programas de Concurso
- Vas con todo (2015) conductora
- Sabadazo (2010-2016) conductora
- Domingazo (2010-2011) conductora
- Qué tarde tan padre (2008)
- Hoy Sábado (2007) conductora
- Se Vale TV (2007-2008) conductora principal
- Lunesazo
- Los 10 primeros (2007) conductora
- Los 100 primeros (2006-2007) conductora
- Telehit Weekend (2004-2005)
- Vámonos de fiesta (2004)

### Noticias
- El cristal con que se mira (2004)

### Reality show
- La casa de los famosos: México (2023-2024) - Conductora digital[7][8]
- Mi famoso y yo (2023) - Famosa participante con Sael (1° eliminados)[9]
- Hazme reír y serás millonario (2009) - Famosa participante con Omar Chaparro y Martín Villanueva (Ganadores)

### Teatro
- ¿Por qué los hombres aman a las cabronas? (2012, 2018): Bárbara (coprotagonista)[10]
- El salto del tigre (2014)[11]
- El juego del amor (2016)[12]
- Blanca Nieves, un musical de cuento (2017)[13]
- Goodbye Charlie (2018)[14]
- Cleopatra metió la pata (2018)[15]

## Premios y nominaciones

### Premios TV Adicto Golden Awards 2018
| Categoría     | Telenovela | Resultado |
| ------------- | ---------- | --------- |
| Mejor Villana | La taxista | Ganadora  |